# Bataille de Crouy
Première Guerre mondiale
Batailles
Front d'Europe de l’Ouest
- Liège (8-1914)
- Namur (8-1914)
- Frontières (8-1914)
- Anvers (9-1914)
- Grande Retraite (9-1914)
- Marne (9-1914)
- Course à la mer (9-1914)
- Yser (10-1914)
- Messines (10-1914)
- Ypres (10-1914)
- Givenchy (12-1914)
- 1re Champagne (12-1914)
- Hartmannswillerkopf (1-1915)
- Neuve-Chapelle (3-1915)
- 2e Ypres (4-1915)
- Colline 60 (4-1915)
- Artois (5-1915)
- Festubert (5-1915)
- Quennevières (6-1915)
- Linge (7-1915)
- 2e Artois (9-1915)
- 2e Champagne (9-1915)
- Loos (9-1915)
- Verdun (2-1916)
- Redoute Hohenzollern (3-1916)
- Hulluch (4-1916)
- 1re Somme (7-1916)
- Fromelles (7-1916)
- Arras (4-1917)
- Vimy (4-1917)
- Chemin des Dames (4-1917)
- 3e Champagne (4-1917)
- 2e Messines (6-1917)
- Passchendaele (7-1917)
- Cote 70 (8-1917)
- 2e Verdun (8-1917)
- Malmaison (10-1917)
- Cambrai (11-1917)
- Bombardements de Paris (1-1918)
- Offensive du Printemps (3-1918)
- Lys (4-1918)
- Aisne (5-1918)
- Bois Belleau (6-1918)
- 2e Marne (7-1918)
- 4e Champagne (7-1918)
- Château-Thierry (7-1918)
- Le Hamel (7-1918)
- Amiens (8-1918)
- Cent-Jours (8-1918)
- 2e Somme (9-1918)
- Bataille de la ligne Hindenburg
- Meuse-Argonne (10-1918)
- Cambrai (10-1918)

Front italien
Front d'Europe de l’Est
Front des Balkans
Front du Moyen-Orient
Front africain
Bataille de l'Atlantique
La bataille de Crouy est un affrontement de la Première Guerre mondiale. Elle a lieu à Crouy, devant Soissons dans l'Aisne, début janvier 1915. Une attaque française est bloquée par les défenses allemands et la contre-attaque allemande déclenchée le 12 repousse les Français au-delà de leurs positions de septembre 1914. L'attaque sera ensuite connue sous le nom d'affaire de Soissons en France.

## Historique

### Contexte
À partir de la fin 1914, le commandement français considère la reprise du secteur de Soissons. Le 5 décembre 1914, le généralissime Joffre demande la reprise des offensives françaises. Le général Michel Maunoury, commandant la 6e armée, transmet l'ordre au général Henri Berthelot commandant depuis le 24 novembre 1914 le 5e groupe de divisions de réserve (5e GDR), constitué de la 55e division d'infanterie (55e DI) et de la brigade mixte Klein. Le 25 décembre, le 5e GDR teste une nouvelle invention pour percer les barbelés allemands : des chariots explosifs. L'attaque est un échec car un seul chariot réussit à exploser.
Le 28 décembre, le général Maunoury rappelle aux commandants la nécessité de continuer à attaquer malgré les échecs. Le général Berthelot propose une méthode pour percer les barbelés avec des tirs d'artillerie et le creusement de tunnels mais doit simplifier sa procédure que le général Maunoury trouve trop complexe.

### L'attaque
L'attaque est déclenchée le 8 janvier 1915. L'artillerie française ne parvient à ouvrir que quatre brèches dans les barbelés allemands mais l'infanterie prend en 10 minutes la cote 132, son premier objectif. Les Français se maintiennent les 9 et 10 malgré les contre-attaques locales des Allemands. Mais les Allemands avaient commencé avant l'assaut français à regrouper leurs forces pour mener leur propre offensive et décident d'utiliser leurs troupes pour une contre-attaque massive. L'empereur Guillaume II vient pour assister aux combats, les troupes étant commandées par le général von Kluck.
Le 12 janvier, l'artillerie allemande écrase l'infanterie française, tandis que l'artillerie française est à court de munitions. À midi, les Français sont chassés de la cote 132 et les Allemands pénètrent dans les tranchées originellement françaises et menacent même l'artillerie française. Au même moment, la 14e DI, réclamée par le général Berthelot depuis le 10, arrive sur le champ de bataille. Devant le risque d'une percée allemande qui couperait les voies de repli de la 55e DI, le général Berthelot décide d'envoyer la 14e DI parer à toutes les zones de crise.
Dans la nuit du 12 au 13, deux bataillons de la 14e DI tentent en vain une attaque nocturne, avant l'arrivée du gros de la division. Sur ordre de Maunoury la 14e DI est regroupée mais ne parvient pas à progresser dans la journée du 13. Les troupes françaises étant très affaiblies par les combats continus, les généraux Berthelot et Maunoury conviennent d'une retraite française sur la rive sud de l'Aisne. Les Allemands laissent les Français retraiter.

## L'Affaire de Soissons
L'affaire fait craindre une reprise de l'offensive allemande vers Paris, qui avait été arrêtée à la bataille de la Marne. Le président Millerand convoque Joffre et l'admoneste pour qu'il cesse les attaques sanglantes et vaines. Il s'agit d'une des crises politico-militaires de la guerre.
Pour se dédouaner, Joffre limoge tous les généraux du 5e groupe de divisions de réserve engagé dans la bataille, dont Berthelot.

## Mémoire
L'écrivain Henri Barbusse, soldat au 231e RI, dédiera son roman Le Feu à ses camarades tués pendant la bataille. 